# Anglikon
Anglikon ist ein Dorf im Kanton Aargau in der Schweiz. Es liegt am rechten Rand des Bünztals am Südwesthang des Wagenrains und zählt rund 1000 Einwohner. Bis 1914 war Anglikon eine eigenständige Einwohnergemeinde im Bezirk Bremgarten und gehört seither zur Gemeinde Wohlen.

## Geschichte
Der Höhenzug oberhalb des Dorfes war erstmals während der Hallstattzeit besiedelt. Die Historische Gesellschaft Freiamt stiess in den 1920er Jahren bei archäologischen Grabungen im Häslerhau auf Grabhügel aus dem 6. Jahrhundert v. Chr. Ferner kamen römische Mauerreste zum Vorschein. Die erste urkundliche Erwähnung von Anglincon erfolgte im Jahr 1263. Das Dorf gehörte zum Hochgericht Lenzburg der Habsburger, nach der Eroberung durch die Eidgenossen im Jahr 1415 zum Amt Villmergen in den Freien Ämtern. Ab Mitte des 13. Jahrhunderts übten die Hallwyler die niedere Gerichtsbarkeit aus, 1436 erwarb das Kloster Wettingen dieses Recht.
1678 kaufte Beat Jakob I. Zurlauben, Landeshauptmann und Landschreiber der Freien Ämter, den Twing Anglikon und fasste diesen ein Jahr später mit dem Weiler Hembrunn zu einem Fideikommiss zusammen. Nach Ausrufung der Helvetischen Republik wurde Anglikon eine eigenständige Gemeinde im kurzlebigen Kanton Baden und gehörte seit 1803 zum Bezirk Bremgarten des Kantons Aargau. Wirtschaftlich war die Gemeinde von der Landwirtschaft abhängig, daneben bestand eine Färberei. 1885 wurde in Anglikon die lesbische Aktivistin Anna Vock geboren.
Die Kantonsregierung verpflichtete Anglikon 1911 zum Bau eines Schulhauses, ohne Rücksicht auf die angespannte finanzielle Lage zu nehmen. Die Baukosten überstiegen das Budget bei weitem, so dass dem Gemeinderat von Anglikon keine andere Wahl blieb, als eine Verschmelzung mit der Nachbargemeinde Wohlen anzustreben. Gegen den ausdrücklichen Widerstand Wohlens, das die Übernahme der Schuldenlast und die Infrastrukturkosten scheute, beschloss der Grosse Rat am 29. Oktober 1912 die Fusion. Nach zwei erfolglosen Rekursen des Wohler Gemeinderates wurde Anglikon, das eine Fläche von 216 Hektaren aufwies und damals rund 420 Einwohner zählte, per 1. Januar 1914 fusioniert. Bis 1917 gehörte Anglikon noch zur Kirchgemeinde Villmergen und kam dann ebenfalls zu Wohlen.

## Sehenswürdigkeiten

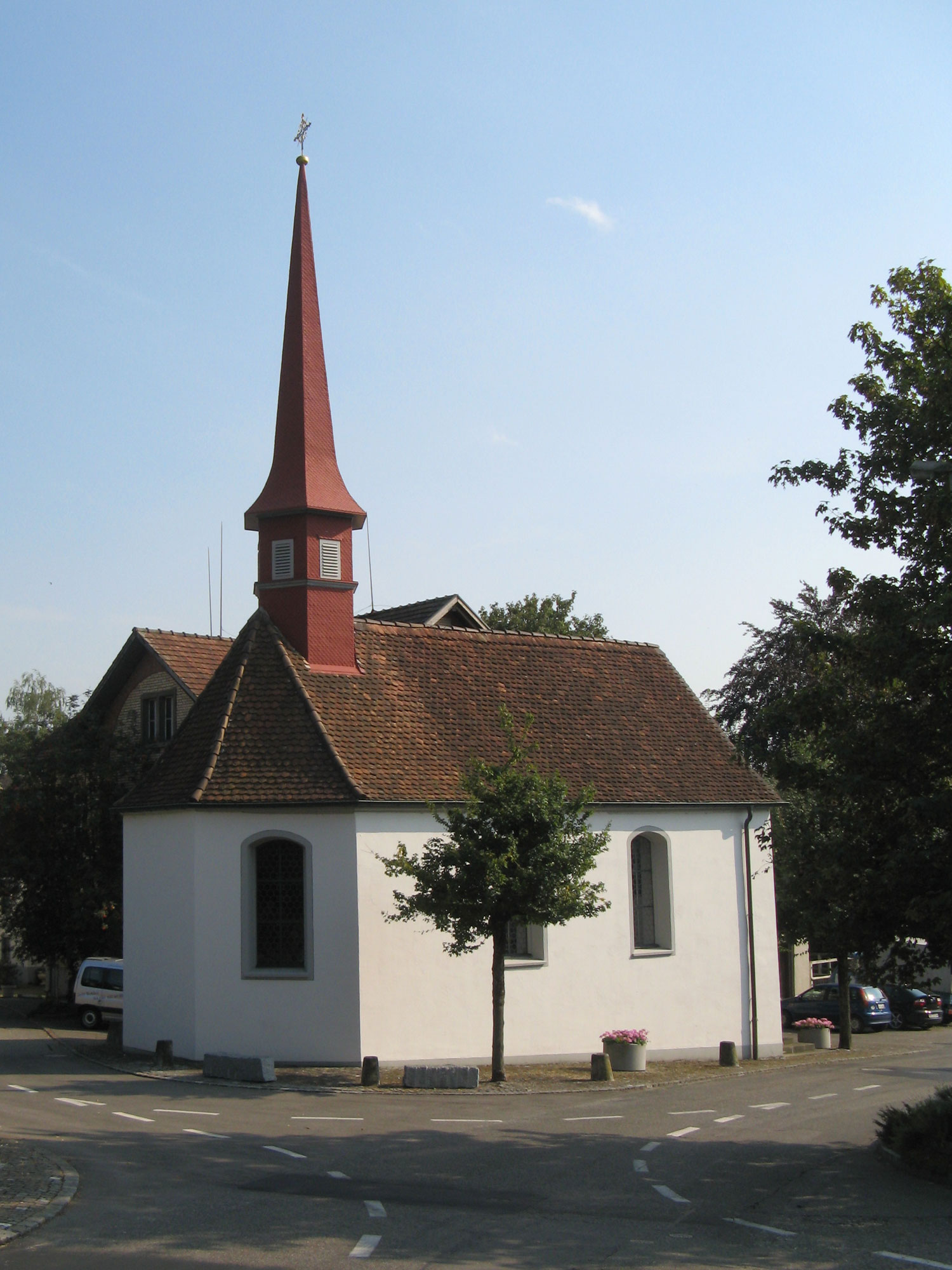
Kapelle

In Anglikon sind mehrere Gebäude aus dem 19. Jahrhundert erhalten geblieben. Vor allem entlang der Unterdorfstrasse konnte der bäuerliche Charakter bewahrt werden. Ansonsten prägen moderne Einfamilienhäuser und vereinzelte Wohnblöcke das Dorfbild. Die Kapelle im Dorfzentrum wurde erstmals 1515 erwähnt. 1746 entstand ein barocker Neubau, den Gerold Haimb, Fürstabt des Klosters Muri 1748 zu Ehren des Heiligen Franz Xaver weihte. Die nach Nordosten gerichtete Kapelle wird durch Stichbogenfenster gleichmässig gegliedert und besitzt ein Glockentürmchen mit sechseckigem Spitzhelm. Im Chor steht ein blau, rot und grau marmorierter Säulenaltar im Louis-seize-Stil; das Altarbild zeigt den heiligen Franz Xaver beim Spenden der Taufe.

## Verkehr

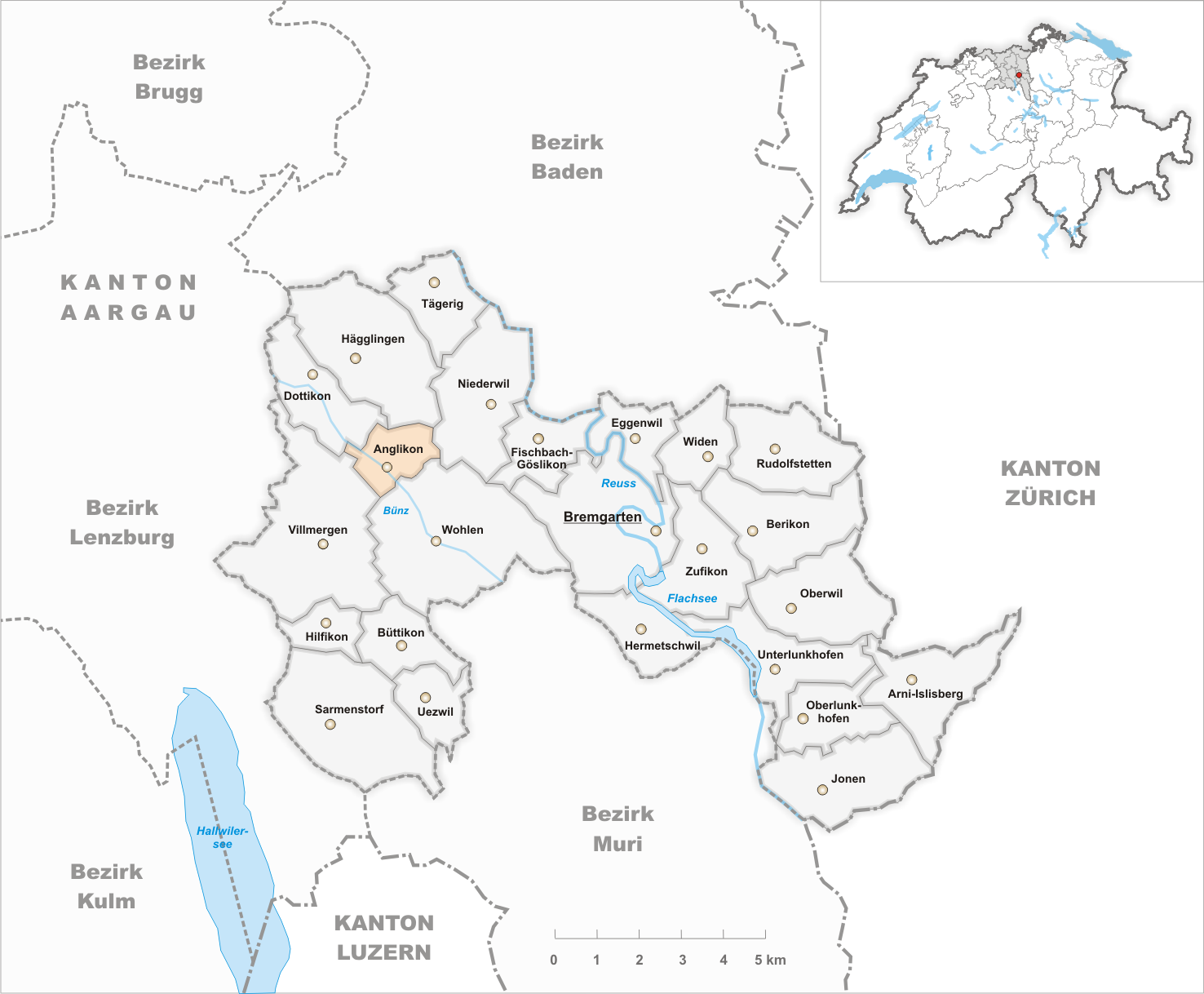
Gemeindestand vor der Fusion am 1. Januar 1914

Anglikon liegt an der Kantonsstrasse 280 von Wohlen in Richtung Brugg. Von dieser zweigt die Kantonsstrasse 285 nach Villmergen ab. Das Dorf wird vom Bahnhof Wohlen aus durch eine Postautolinie nach Hägglingen und eine Ortsbuslinie erschlossen.